# Сулук (посёлок)
Сулу́к — посёлок в Верхнебуреинском районе Хабаровского края России. Административный центр и единственный населённый пункт Сулукского сельского поселения. 

## География
Посёлок находится на правом берегу реки Эгоно, близ её устья на правом берегу одноимённой с посёлком реки в бассейне Амура. Через посёлок также проходит автодублёр БАМа.

## Население
| 1992 | 2002  | 2010 | 2011 | 2012 | 2021 |
| ---- | ----- | ---- | ---- | ---- | ---- |
| 1300 | ↘1184 | ↘699 | ↗700 | ↘690 | ↘560 |

## Улицы
| - ул. 40 лет Победы, - ул. Бамовская, - ул. Вокзальная, - ул. Высокая, - ул. Гаражная, | - ул. Ленина, - ул. Лесная, - ул. Молодёжная, - ул. Промышленная, - ул. Садовая, | - ул. Строителей, - ул. Таёжная, - ул. Хабаровский Комсомолец, - ул. Школьная. |

## Инфраструктура
В посёлке действуют Одноимённая железнодорожная станция восточного крыла БАМа, 3 лесозаготовительных предприятия, 2 предприятия по оказанию услуг ЖКХ.